# Marcos Bernardi
Marcos Bernardi, detto Kiko (5 novembre 1974), è un ex giocatore di calcio a 5 brasiliano.

## Palmarès
- Coppa Italia: 2

Montesilvano: 2006-07
Lazio:  2010-11
- Winter Cup: 1

Asti: 2013-2014